# Litoria wapogaensis
Litoria wapogaensis és una espècie de granota que viu a Indonèsia.